# 迷失岛
《迷失岛》是胖布丁游戏开发的2D点击式解谜游戏，于2016年登陆iOS平台，2018年上架Steam商店。

## 续作
续作《迷失岛2：时间的灰烬》于2018年发行，《迷失岛3：宇宙的尘埃》于2020年发行，《迷失岛4：小屋实验》于2024年发行。